# Football Club Hellas Verona 1923-1924
Questa pagina raccoglie i dati riguardanti il Football Club Hellas Verona nelle competizioni ufficiali della stagione 1923-1924.

## Stagione
Nella stagione 1923-1924 l'Hellas Verona allenato ancora da A. Friedmann disputa il girone B del campionato di Prima Divisione di Lega Nord, raccoglie 23 punti che valgono il quarto posto finale, alle spalle del Bologna che vince il girone con 31 punti. Lo scudetto tricolore lo vince invece il Genoa bissando il successo della passata stagione, che nella doppia finale di Lega Nord supera il Bologna, poi nella doppia finale nazionale supera i campani del Savoia di Torre Annunziata.

## Rosa
| N. |                   | Ruolo | Calciatore         |
| -- | ----------------- | ----- | ------------------ |
| -  | Italia (bandiera) | P     | Severo Carra       |
| -  | Italia (bandiera) | P     | Aldino Rossetti    |
| -  | Italia (bandiera) | D     | Mario Acuto        |
| -  | Italia (bandiera) | D     | Renato Bottacini   |
| -  | Italia (bandiera) | D     | Giulio Carra       |
| -  | Italia (bandiera) | D     | Renato Castiglioni |
| -  | Italia (bandiera) | D     | Bonifacio Zuppini  |
| -  | Italia (bandiera) | C     | Guido Bosio        |
| -  | Italia (bandiera) | C     | Dino Cavalleri     |
| -  | Italia (bandiera) | C     | Augusto Ferrais    |

| N. |                    | Ruolo | Calciatore         |
| -- | ------------------ | ----- | ------------------ |
| -  | Italia (bandiera)  | C     | Gaetano Fiorini    |
| -  | Italia (bandiera)  | C     | Tullio Zanardi     |
| -  | Italia (bandiera)  | A     | Egidio Chiecchi    |
| -  | Italia (bandiera)  | A     | Giovanni Chiecchi  |
| -  | Italia (bandiera)  | A     | Francesco Franzoni |
| -  | Italia (bandiera)  | A     | Arnaldo Morandi    |
| -  | Brasile (bandiera) | A     | Arnaldo Porta      |
| -  | Italia (bandiera)  | A     | Almerigo Recchia   |
| -  | Italia (bandiera)  | A     | Zacchero           |

## Risultati

### Prima Divisione

#### Girone d'andata
| Arbitro: | Canestrini (Novara) |

|                            |           |                             |
| Recchia 8’ E. Chiecchi 30’ | Marcatori | 5’ Della Valle 74’ Schiavio |

| Arbitro: | Bistoletti (Milano) |

|              |           |                             |
| Gallotti 61’ | Marcatori | 46’ E. Chiecchi 86’ Morandi |

| Arbitro: | Sanguineti (Genova) |

|                    |           |                             |
| Morandi 20’ (rig.) | Marcatori | 50’ Schönfeld 87’ D. Martin |

| Arbitro: | A. Gama (Milano) |

|                                     |           |  |
| Rosso 23’ Ardissone 37’ Zanello 75’ | Marcatori |  |

| Arbitro: | Panzeri (Milano) |

|                |           |                   |
| Porta 35’, 87’ | Marcatori | 10’, 75’ Bagnasco |

| Arbitro: | Dani (Genova) |

|               |           |  |
| Malaspina 26’ | Marcatori |  |

| Arbitro: | Pierallini (Modena) |

|                                    |           |  |
| Gherso 40’ Vercelli 50’ Roveda 88’ | Marcatori |  |

| Arbitro: | Alfieri (Bologna) |

|                           |           |            |
| E. Chiecchi 10’ Bosio 45’ | Marcatori | 25’ Sbrana |

| Arbitro: | Alfieri (Bologna) |

|             |           |             |
| Defendi 78’ | Marcatori | 67’ Recchia |

| Arbitro: | Sanguineti (Genova) |

|                       |           |                 |
| Santagostino 49’, 54’ | Marcatori | 23’ G. Chiecchi |

| Arbitro: | Franciosini (Modena) |

|                                                                               |           |                       |
| E. Chiecchi 32’, 43’ Morandi 41’, 60’ (rig.), 76’, 85’ Zacchero 68’ Porta 71’ | Marcatori | 73’ (rig.) Ila. Preti |

#### Girone di ritorno
| Arbitro: | Pinasco (Sestri Ponente) |

|                             |           |             |
| Pozzi 19’, 45’ Schiavio 58’ | Marcatori | 52’ Morandi |

| Arbitro: | Pierallini (Modena) |

|                      |           |                                |
| E. Chiecchi 42’, 54’ | Marcatori | 14’ Gallotti 56’ Gino Rossetti |

| Arbitro: | Barnabò (Milano) |

|               |           |                    |
| Schönfeld 78’ | Marcatori | 34’ (aut.) Varalda |

| Arbitro: | Ricci (Modena) |

|                 |           |  |
| E. Chiecchi 33’ | Marcatori |  |

| Arbitro: | Bistoletti (Milano) |

|                                        |           |                         |
| Lamon 14’ Bisio 52’, 90’ Ghiglione 87’ | Marcatori | 30’ Zanardi 32’ Ferrais |

| Arbitro: | Bortoletti (Venezia) |

|                                             |           |               |
| E. Chiecchi 42’ G. Chiecchi 60’ Morandi 78’ | Marcatori | 63’ It. Rossi |

| Arbitro: | Armani (Bologna) |

|                                                         |           |                        |
| Morandi 1’, 60’ Zacchero 11’, 67’ Bottaccini 75’ (rig.) | Marcatori | 14’ Roveda 85’ Rebuffo |

| Arbitro: | Milano (Alessandria) |

|            |           |             |
| Sbrana 81’ | Marcatori | 29’ Morandi |

| Arbitro: | Alfieri (Bologna) |

|                          |           |  |
| Zacchero 13’ Morandi 75’ | Marcatori |  |

| Arbitro: | Franciosini (Modena) |

|                                                                 |           |             |
| Bosio 43’ Franzoni 55’ Recchia 60’ G. Chiecchi 65’ Zacchero 68’ | Marcatori | 18’ Savelli |

| Arbitro: | Trezzi (Milano) |

|               |           |              |
| Vassarotti 7’ | Marcatori | 89’ Zacchero |

## Statistiche

### Statistiche di squadra
| Competizione    | Punti | In casa | In casa | In casa | In casa | In casa | In casa | In trasferta | In trasferta | In trasferta | In trasferta | In trasferta | In trasferta | Totale | Totale | Totale | Totale | Totale | Totale | DR |
| Competizione    | Punti | G       | V       | N       | P       | Gf      | Gs      | G            | V            | N            | P            | Gf           | Gs           | G      | V      | N      | P      | Gf     | Gs     | DR |
| --------------- | ----- | ------- | ------- | ------- | ------- | ------- | ------- | ------------ | ------------ | ------------ | ------------ | ------------ | ------------ | ------ | ------ | ------ | ------ | ------ | ------ | -- |
| Prima Divisione | 23    | 11      | 7       | 3       | 1       | 33      | 14      | 11           | 1            | 4            | 6            | 10           | 21           | 22     | 8      | 7      | 7      | 43     | 35     | +8 |

### Statistiche dei giocatori
| Giocatore         | Prima Divisione | Prima Divisione |
| Giocatore         | Presenze        | Reti            |
| ----------------- | --------------- | --------------- |
| M. Acuto          | 11              | 0               |
| G. Bosio          | 20              | 2               |
| R. Bottacini      | 22              | 1               |
| S. Carra (I)      | 9               | -13             |
| G. Carra (II)     | 5               | 0               |
| R. Castiglioni    | 3               | 0               |
| D. Cavalleri      | 20              | 0               |
| E. Chiecchi (II)  | 17              | 10              |
| G. Chiecchi (III) | 6               | 2               |
| A. Ferrais        | 12              | 1               |
| G. Fiorini        | 3               | 0               |
| F. Franzoni       | 7               | 1               |
| A. Morandi        | 22              | 12              |
| A. Porta          | 13              | 3               |
| A. Recchia        | 21              | 3               |
| A. Rossetti       | 13              | -22             |
| Zacchero          | 11              | 6               |
| T. Zanardi        | 17              | 1               |
| B. Zuppini        | 10              | 0               |